# Lepaca Kliffoth
Lepaca Kliffoth is het vierde album van de Zweedse symfonische metal-band Therion. Het is het eerste album dat de band uitgaf via Nuclear Blast. Sindsdien is Therion altijd bij Nuclear Blast gebleven.  Lepaca Kliffoth is tevens het eerste album van de band waarin de symfonische elementen sterk naar voren komen. Vanaf Lepaca Kliffoth kan Therion dus geclassifiseerd worden als Gothic metal. Voorafgaand aan de publicatie van dit album is de eerste single van de band, The Beauty in Black, gepubliceerd.

## Tracklist
1. The Wings Of The Hydra
2. Melez
3. Arrival Of The Darkest Queen
4. The Beauty In Black
5. Riders Of Theli
6. Black
7. Darkness Eve
8. Sorrows Of The Moon
9. Let The New Day Begin
10. Lepaca Kliffoth
11. Evocation Of Vovin
12. Enter The Voids
13. The Veil Of Golden Spheres